# Elektriker
En elektriker er en faglært person, som arbejder på elektriske installationer i bygninger og på automatiske anlæg og systemer. En elektriker kan også være ansat til at samle/reparere el-apparatur eller vedligeholde infrastrukturen (elnettet). Derudover kan en elektriker specialisere sig inden for områder som offshore, transportmidler, styring, alarmsystemer, kommunikation, netværk mm. Der er særlige love og direktiver som en elektriker skal følge for at udføre arbejdet korrekt og lovligt. 

## Arbejdsområde
Oftest forbindes elektrikerens arbejde med boligvedligeholdelse og serviceopgaver, såsom at sætte lamper og stikkontakter op, men en stor del af fagets udøvere er også beskæftiget med at udføre lys-, kraft-, og datainstallationer til store industrier og i virksomheder. Elektrikerens arbejde breder sig derudover ud i et bredt spektrum, som strækker sig over mange andre arbejdsområder, hvori el indgår. De største og mest berørte områder er, bygning og service, energi, styring og regulering, offshore, samt kommunikation. I takt med teknologiens og samfundets udvikling, forandres også elektrikerens arbejdsområde - f.eks. inden for områder som robotteknologi, elbiler, og klima-/energioptimering.

## Historie
Da elektriciteten blev tilgængelig i den vestlige verden i slutningen af 1800-tallet, begyndte de første personer at få erfaring inden for området, og dermed begyndte interessen for faget. Som med andre håndværksfag i Danmark startede elektrikeruddannelsen også sine unge dage uden egentlig skoleundervisning. Dengang, i starten af 1900-tallet, videregav man sin viden gennem det man kaldte mesterlære. På grund af elektricitetens fascinationskraft som naturfænomen, hvilket mennesket kun lige var begyndt at lære at tæmme, var den tidligste brug at betegnelsen 'elektriker' tæt associeret med videnskaben. Elektricitetens pionerer såsom H.C. Ørsted, Alessandro Volta, Alexander Graham Bell, Thomas Edinson og Nikola Tesla blev således i deres samtid hyppigt omtalt som elektrikere. Så sent som i 1906 kunne det i Allers Illustrerede Konversationsleksikon (2. udgave) læses at en elektriker er "en Mand, som videnskabeligt og teknisk giver sig af med Elektriciteten og dens Anvendelse i Praksis." Stadig i dag florerer der en opfattelse af at elektrikerfaget som det lidt finere eller mere intellektuelle af håndværksfagene. Dette skyldes uden tvivl den forbindelse faget til stadighed har til den nyeste teknologi. 

## Uddannelse
I nutidens Danmark kan man blive elektriker ved at tilmelde sig en erhvervsuddannelse (EUD), og finde en læreplads i et offentligt eller privat firma. Med en EUD kan uddannelsen enten varer 4 til 4½ år, alt efter hvilket spor man har valgt.  
Adgangskravene for at starte på EUD-grundforløbet er en 9.-klasses eksamen, 10.-klasses eksamen eller til en tilsvarende prøve, med gennemsnitskarakter på 02 i Dansk og Matematik. For at kunne gå videre på EUD-Elektriker hovedforløbet, skal man have bestået Fysik på E-niveau, Dansk på E-Niveau og matematik på D-niveau. Derudover skal man i løbet af sit grundforløb have taget følgende kurser/certifikater: Instruktion i arbejde under spænding, førstehjælp på erhvervsuddannelserne, elementær brandbekæmpelse og opstilling af rulle- og bukkestillads. Til sidst, for at kunne starte på Hovedforløbet, skal man også have et praktikophold eller være indskrevet i praktikcenter. 
Det er også muligt at blive elektriker med EUX-uddannelsen - det vil sige, hvor eleven, undervejs på skoleforløbene, samtidig tager gymnasiale fag, svarende til en HTX eksamen. EUX-uddannelsen tager 5 år. 
Uddannelsen er en vekseluddannelse, hvor lærlingen i perioder op til 20 uger, bliver indkaldt til undervisning på en erhvervsskole og i den restende tid er på lærepladsen. Hovedparten af uddannelsen foregår i det firma, hvor man har lavet en aftale om en læreplads, som enten er over en delperiode eller i hele uddannelsesperioden.  På denne måde opnås en erhvervserfaring forholdsvis hurtigt, hvilket hjælper en hel del i forhold til de skoleperioder som man har gennem uddannelsesperioden. Det er ikke muligt at starte uddannelsen i mesterlære hvor hele det første år af uddannelsen foregår i praktikvirksomheden, og derved erstatter grundforløbet.
Igennem de seneste år har der været en større udvikling inden for el-faget, hvilket betyder der er kommet mange forskellige specialer inden for elektriker-faget. Senest har det betydet at uddannelsen på 2. og 3. hovedforløb er modulopbygget så den enkelte elev selv har mulighed for at vælge mellem 34 forskellige moduler (afhængigt af hvilke moduler den enkelte skole udbyder). Der er 4 niveauer af moduler og under hvert niveau kan man vælge en fagretning. Som normal 4-årig elektrikerlærling kan man vælge 4 moduler, mens en 4½-årig elektrikeruddannelse indeholder 5 valgfri moduler.
Som EUX-elektrikerlærling har de enkelte skoler, indtil videre, sammensat en pakke med 4 moduler, de er forskellige alt efter hvilken skole du vælger at tage den uddannelse på.

## Videreuddannelsesmuligheder
Da områderne inden for elektricitet, samt elektriske apparater er i konstant udvikling, er det en vigtig del af elektrikerens job at holde sig opdateret med den sidste ny viden inden for sit arbejdsområde. Dette foregår bl.a. ved kurser og foredrag, som den enkelte elektriker har krav på fra det pågældende firma, hvor hun/han er ansat. En elektriker kan bruge sin uddannelse som basis for videreuddannelse inden for: 
- El-installatør

- Stærkstrømsingeniør

- Svagstrømstekniker

- Maskinmester

- Automationsteknolog

En elektriker med EUX kan bruge sin uddannelse ligesom en normal elektriker, men kan også videreuddanne sig på samme niveau som en med en HTX-uddannelse kan.

## Lovgivning
Elektrikerens arbejdsområde er reguleret ved lovgivning og regulativer som omfatter krav til udførelse, materiel og verifikation, samt udstedelse af autorisation.
I Danmark skal man følge den danske lovgivning og henvisning til standarder og installationsbekendtgørelser. Enkelte standarder er ikke obligatoriske, men hvis en elektriker ikke følger de danske henvisninger, skal det kunne dokumenteres at installationen ikke udsætter dyr og mennesker for fare.
Under uddannelsen bliver elektrikeren undervist i udførelse af el-installationer i henhold til:
- Dansk Standard 60364
- Installationsbekendtgørelsen 1082
- Maskindirektivet
- Fællesregulativet

El-autorisationen til private og firmaer bliver udstedt af Sikkerhedsstyrelsen som fungerer under Erhvervsministeriet. 
Både el-installatøruddannelsen og maskinmesteruddannelsen kvalificerer til erhvervelse af en personlig autorisation. Denne opnås ved aflæggelse af en autorisationsprøve. Selv om en elektriker er autoriseret installatør betyder det ikke at denne må arbejde erhvervsmæssigt med el. Ud over den personlige autorisation skal der også søge om en firmaautorisation fra sikkerhedsstyrelsen søge før der må udføreres el-arbejde. 

## Beskæftigelse og organisering
I Danmark er beskæftigelsen iblandt elektrikere forholdsvis høj. Der er i 2018 omkring 20.500 aktive elektrikere, hvoraf størstedelen er organiserede i fagforbundet Dansk El-forbund, som tilbyder rådgivning og kurser til videreuddannelse af elektrikere. Der er knap 5000 elektrikerlærlinge under uddannelse i 2018, her af er ca. 350 tilknyttet praktikcenter. Omkring 550 er EUX-lærlinge. Arbejdsgiversiden er organiseret sammen med VVS-branchen gennem TEKNIQ.

### Organisationer
- https://www.def.dk/ Arkiveret 22. november 2020 hos  Wayback Machine - Dansk El-Forbund.
- http://www.tekniq.dk/ Arkiveret 1. november 2020 hos  Wayback Machine - TEKNIQ.

### Love og regler
- https://www.sik.dk/ Arkiveret 25. november 2020 hos  Wayback Machine - Sikkerhedsstyrelsen.
- https://www.ds.dk/da Arkiveret 1. december 2020 hos  Wayback Machine - Dansk Standard.
- https://www.ds.dk/da/standardisering/maskinstandarder/maskindirektivet Arkiveret 25. februar 2019 hos  Wayback Machine - Maskindirektivet.
- https://www.retsinformation.dk Arkiveret 12. september 2010 hos  Wayback Machine - Retsinformationen.

### Uddannelse
- https://elektrikeruddannelsen.dk/  Arkiveret 28. oktober 2020 hos  Wayback Machine - Elektrikeruddannelsen
- https://evu.dk/info-og-statistik/statistik-el-0 Arkiveret 25. februar 2019 hos  Wayback Machine - EVU (El- og Vvs-branchens Uddannelsessekretariat)
- https://www.ug.dk/uddannelser/erhvervsuddannelser/teknologibyggeriogtransport/elektriker Arkiveret 28. september 2020 hos  Wayback Machine - UddannelsesGuiden
- https://elektrikeruddannelsen.dk/udbud/modules/ Arkiveret 26. marts 2019 hos  Wayback Machine - El-uddannelsens forskellige moduler
- https://www.ug.dk/uddannelser/erhvervsuddannelser/eux Arkiveret 20. september 2018 hos  Wayback Machine - EUX
- https://www.praktikpladsen.dk Arkiveret 24. august 2020 hos  Wayback Machine - praktikpladsen.